# Танана (река)
Танана (на английски: Tanana River) е река в САЩ, в източната и централна част на щата Аляска, ляв (най-голям) приток на Юкон Дължината ѝ е 916 km (заедно с дясната съставяща я река Чисана – 1077 km), а площта на водосборния басейн – 113 959 km².
Река Танана се образува на 515 m н.в. от сливането на двете съставящи я реки Набесна (лява съставяща) и Чисана (дясна съставяща), изтичащи от два ледника по северния склон на планината Врангел. По цялото си протежение тече в северозападна и западна посока в широка, плитка и силно заблатена долина, като образува
стотици меандри, старици, острови, протоци и ръкави. Влива се отляво в река Юкон, на 61 m н.в., при малкото градче Танана, разположено на десния бряг на Юкон, срещу нейното устие.
Водосборният басейн на реката обхваща площ от 113 959 km (колкото площта на България), като много малка част от него се намира на територията на Канада. На север, североизток и изток водосборния басейн на Танана граничи с водосборните басейни на множество по-малки леви притоци река Юкон, а на юг – с водосборните басейни на реките Копър, Суситна и Кускокуюм, вливащи се съответно в заливите Аляска ,Кук и Кускокуюм. Река Танана получава 8 притока с дължина над 100 km: леви – Набесна (121 km), Тетлин (121 km), Делта Ривър (130 km), Ууд Ривър (185 km), Ненана (230 km); десни – Чисана (161 km), Гуудпастър (146 km), Салча (201 km), Чена (160 km).
Подхранването ѝ е смесено – снежно-дъждовно и ледниково, с ясно изразено пълноводие през лятото (от юни до август). Средният годишен отток на реката е 1180 m³/s. В продължение на 7 – 8 месеца (от октомври до май) е заледена. По време на лятното пълноводие и когато е свободна от лед е плавателна за плитко газещи речни съдове на 360 km от устието. В горното ѝ течение, по нейния десен бряг преминава участък от Аляската автомагистрала, идваща от Канада. На десният ѝ приток Чена, в непосредствена близост до Танана е разположен вторият по големина град в Аляска – Феърбанкс.

## Галерея
- Река Танана в басейна на река Юкон
- В Долината Танана
- Река Танана
- Река Танана в долното течение
- Трансаляския нефтопровод над река Танана
- Река Танана на около 100 km западно от Феърбанкс
- Река Танана в района на Феърбанкс
- Палатка със сушена сьомга и рибарско колело на река Танана